# N. K. Jemisin
Nora Keita Jemisin (Iowa City, Iowa, 19 de septiembre de 1972), más conocida como N. K. Jemisin, es una escritora estadounidense de ciencia ficción y fantasía. Ha sido la primera persona en ganar consecutivamente el premio Hugo a la mejor novela en tres ocasiones (2016, 2017 y 2018) con sus novelas La quinta estación, El portal de los obeliscos y El cielo de piedra, pertenecientes las tres a la misma trilogía.

## Biografía
Nació en Iowa City, Iowa, en los Estados Unidos, pero creció pasando los veranos en la ciudad de Nueva York con su padre Noah Jemison, profesor de arte. En el resto del año creció en Mobile, Alabama, con su madre Janice Finklea, psicóloga escolar. Estudió psicología desde 1990 a 1994 en la Universidad Tulane enfocada en el trabajo en el laboratorio, estadística e investigación. Prosiguió sus estudios en la Universidad de Maryland donde obtuvo su Certificado de Aptitud Pedagógica. Vivió en Massachusetts durante diez años hasta que se mudó a la ciudad de Nueva York, donde ha vivido desde entonces. Trabajó durante muchos años como orientadora profesional, hasta que en mayo de 2016, tras una exitosa campaña en Patreon, consiguió los ingresos suficientes como para dedicarse a la escritura a tiempo completo.
Jemisin ha revelado que es aficionada al cómic y al manga, y también al anime y a los videojuegos. De joven, estuvo organizando una pequeña convención anime llamada Shoujocon.
Es prima segunda de W. Kamau Bell.

## Carrera literaria
En 2002, se graduó en un curso de escritura conocido como Viable Paradise. Sus relatos de ficción especulativa empezaron a aparecer en 2004. Fue miembro de BRAWLers, un grupo de escritura de la zona de Boston y forma parte de “Altered Fluid”, un grupo de escritura de ficción especulativa. 
Su relato "Non-Zero Probabilities", publicado en la revista Clarkesworld en septiembre de 2009, le supuso ser por primera vez finalista tanto en los premios Nébula como en los premios Hugo. Al año siguiente publicó su primera novela, una obra de fantasía titulada Los cien mil reinos (Orbit, 2010) que ganó el premio Locus a la mejor primera novela y fue finalista en la categoría de "mejor novela" en varios importantes premios como premio Mundial de Fantasía, el premio David Gemmell Morningstar al mejor debut en fantasía, el premio Nébula, el premio Hugo y otros. La obra fue continuada por Los reinos rotos (Orbit, 2010) y The Kingdom of Gods ✍ (Orbit, 2011), formando lo que se conoce como la "trilogía de la sucesión" (The Inheritance Trilogy en el original en inglés).
Tras el éxito de la trilogía de la sucesión, Jemisin se embarcó en una nueva serie fantástica para Orbit Books, denominada en inglés The Dreamblood. El primero de los volúmenes de la serie, The Killing Moon, apareció en mayo de 2012 y el segundo, The Shadowed Sun en junio de 2012. The Killing Moon supuso que Jemisin fuera de nuevo finalista al premio Nébula a la mejor novela y al Premio Mundial de Fantasía en la misma categoría, además de aspirar por primera vez al premio Locus a la mejor novela de fantasía.
En 2013 durante su discurso como Invitada de Honor en Continuum, en Australia, Jemisin señaló que el 10% de los miembros de la Asociación de escritores de ciencia ficción y fantasía de Estados Unidos votaron a Theodore Beale, de nick "Vox Day" quien destaca por su ideología derecha alternativa como presidente de la Asociación. Jemisin describió a Beale como “un auto denominado misógino, racista, anti-semitista y unos cuentos sabores de gilipollas más” e hizo hincapié en que el ignorar estos hechos era lo mismo que permitir que siguieran ocurriendo. Beale respondió a sus palabras llamándola “una salvaje educada, pero ignorante”. Un enlace a estos comentarios fue tuiteado desde el Twitter de la Asociación de escritores de ciencia ficción y fantasía de Estados Unidos y Beale fue, como consecuencia de sus acusaciones, expulsado de la organización.
Jemisin fue co-invitada de Honor de la WisCon en 2014., una convención de ciencia ficción que tiene lugar en Madison, Wisconsin. El año siguiente, fue Invitada de Honor en Arisia en Boston, Massachusetts.
En 2015, Jemisin comenzó la publicación de una nueva trilogía denominada "la Tierra Fragmentada" (The Broken Earth en el original en inglés), una obra de fantasía pero con elementos que podrían enmarcarla dentro de la ciencia ficción. El primer volumen, titulado La quinta estación (Orbit, 2015), ganó el premio Hugo a la mejor novela en 2016, y convirtió a la autora en la primera persona afroestadounidense en recibir dicho galardón. La novela también sería finalista en los premios Nébula, Locus de fantasía y premio Mundial de Fantasía. La siguiente novela de la trilogía, El portal de los obeliscos (Orbit, 2016), repitió victoria en los premios Hugo de 2017 y fue finalista nuevamente de los Nébula, Locus y Mundial de Fantasía. En esa misma edición fue también finalista al premio Hugo en la categoría de mejor relato corto otra obra suya, la historia publicada por Tor.com en 2016 “The City Born Great”. El volumen final El cielo de piedra (Orbit, 2017) no solo se alzó por tercera vez consecutiva con el premio Hugo a la mejor novela en 2018, sino que consiguió para la autora su primer premio Nébula, y su primer premio Locus en la categoría de mejor novela de fantasía. En agosto de 2017, la revista Deadline anunció que La quinta estación estaba siendo adaptada a una serie de televisión por el canal de televisión por suscripción TNT, con guion de Leigh Dana Jackson. En diciembre de 2017, Jemisin reveló que La quinta estación había vendido 100.000 ejemplares, más otras 100.000 copias en formato de libro electrónico.
En enero de 2016, Jemisin comenzó a escribir “Otherworldy”, una columna de publicación bimensual en el New York Times Book Review.
A comienzos del 2017, la web ‘Bustle’ describió a Jemisin como “la escritora de ciencia ficción que toda mujer necesita leer.”
Jemisin participó en una de las novelizaciones de la franquicia Mass Effect, concretamente en el segundo volumen de la serie Mass Effect: Andromeda titulado Initiation (Titan Books, 2017), junto con Mac Walters. Jemisin manifestó sobre la experiencia "Creo que la industria de los videojuegos es un poco tóxica, y tienen algunas cosas que necesitan resolver antes de que quiera ni remotamente involucrarme de nuevo".
En 2018, Jemisin participó como editora invitada en la antología The Best American Science Fiction and Fantasy 2018 de John Joseph Adams. A finales de ese mismo año publicó su primera colección de relatos La ciudad que nació grandiosa y otros relatos ✍ (Orbit, 2018), en la que se recoge gran parte de su ficción breve publicada hasta entonces. La recopilación ganó en 2019 el premio Locus a la mejor colección.
A finales de 2018, Jemisin anunció que se estaba trabajando en una trilogía basada en "The City Born Great”. También reveló su participación en la escritura del guion de un cómic "de una franquicia muy conocida de una de las dos grandes compañías de cómics, en la que podría ser la primera versión negra femenina del personaje". En abril de 2019 DC Comics reveló que Jemisin estaba escribiendo el guion de un nuevo cómic de Linterna Verde titulado Far Sector, con un nuevo personaje llamado Sojourner “Jo” Mullein como la superheroína protagonista. La serie está anunciada para finales de 2019.
El 24 de marzo de 2020 Jemisin publicó su nueva novela La ciudad que nos unió ✍ (Orbit, 2020). Basada en su cuento "The City Born Great”, Jemisin anunció que  sería el primer volumen de una serie llamada "Trilogía de las Grandes Ciudades" (The Great Cities Trilogy en el original en inglés).
Jemisin volvió a ganar un premio Hugo en la edición de 2020, en esta ocasión en la categoría de mejor relato con su obra Emergency Skin ✍ (2019).

## Obras

### Novelas
Trilogía de la sucesión
La editorial Minotauro publicó la traducción al español de las dos primeras novelas de esta trilogía.
1. Los cien mil reinos ✍ (The Hundred Thousand Kingdoms, 2010)
2. Los reinos rotos ✍ (The Broken Kingdoms, 2010)
3. The Kingdom of Gods ✍ (2011)

The Dreamblood
1. The Killing Moon ✍ (2012)
2. The Shadowed Sun ✍ (2012)

Trilogía de la Tierra Fragmentada
- La quinta estación (The Fifth Season, 2015)
- El portal de los obeliscos (The Obelisk Gate, 2016)
- El cielo de piedra (The Stone Sky, 2017)

Trilogía de las Grandes Ciudades
1. La ciudad que nos unió ✍ (2020)

### Colecciones de relatos
- La ciudad que nació grandiosa y otros relatos ✍ (How long ´til black future month?, 2018)

Contiene los relatos "Los que se quedan y luchan", "La ciudad que nació grandiosa", "Bruja de tierra roja", "L´Alchimista", "El motor de efluencia", "Cielo de nubes draconianas", "La chica troyana", "La mejor de su promoción", "El reemplazo del cuentista", "Las novias del cielo", "Los evaluadores", "Caminar despierta", "La bailarina del ascensor", "Cuisine des Mémoires", "Hambre de piedra", "En la rivera del río Lex", "El narcomante", "Henosis", "Ayeres escasos, porvenires insuficientes", "Un tren para ti", "Probabilidades distintas de cero" y "Santos, pecadores, dragones y apariciones en la ciudad que yace bajo las aguas tranquilas".

### Cuentos
- «Too Many Yesterdays, Not Enough Tomorrows», Ideomancer, 2004.
- «L'Alchimista», publicado en Scattered, Covered, Smothered (2004).
- «Red Riding-Hood's Child», Fishnet, 2005.
- «Cloud Dragon Skies», Strange Horizons, agosto de 2005.
- «Bittersweet», Abyss and Apex, enero de 2007.
- «The Narcomancer», Helix, invierno de 2007.
- «The Brides of Heaven», Helix, verano de 2007.
- «The You Train», Strange Horizons, diciembre de 2007.
- «Playing Nice With God's Bowling Ball»,  Baen's Universe, agosto de 2008.
- «Non-Zero Probabilities», Clarkesworld Magazine, septiembre de 2009.
- «The Dancer's War», publicado en Like Twin Stars: Bisexual Erotic Stories (Circlet Press, 2009).
- «Sinners, Saints, Dragons, and Haints in the City Beneath the Still Waters», Postscripts, septiembre de 2010.
- «On the Banks of the River Lex», Clarkesworld Magazine, noviembre de 2010.
- «The Effluent Engine», publicado en Steam-Powered: Lesbian Steampunk Stories (2011).
- «The Trojan Girl», Weird Tales, primavera de 2011.
- «Valedictorian», publicado en After: Nineteen Stories of Apocalypse and Dystopia (2012).
- «Walking Awake», Lightspeed Magazine, junio de 2014.
- «Stone Hunger», Clarkesworld Magazine, julio de 2014.
- «Sunshine Ninety-Nine», Popular Science, agosto de 2015.
- «The City Born Great», Tor.com, septiembre de 2016.
- «Red Dirt Witch», Fantasy Magazine, diciembre de 2016.
- «The Evaluators», Wired, enero de 2017.
- «Henosis», Uncanny Magazine, septiembre de 2017.

## Premios
Jemisin ha ganado en total siete premios mayores de literatura fantástica o especulativa, incluyendo cuatro premios Hugo (tres de ellos en la categoría de mejor novela) de 7 veces que ha sido finalista en ellos, así como un premio Nébula (7 veces finalista) y dos premios Locus (6 veces finalista). Además ha sido finalista en los premios Mundiales de Fantasía en cuatro ocasiones, y ha aparecido en la lista de honor del premio James Tiptree Jr. en una.
| Año  | Obra                             | Premio                                                     | Resultado |
| ---- | -------------------------------- | ---------------------------------------------------------- | --------- |
| 2009 | Non-Zero Probabilities           | Premio Nébula al mejor relato corto                        | Finalista |
| 2010 | Non-Zero Probabilities           | Premio Hugo al mejor relato corto                          | Finalista |
| 2010 | Los cien mil reinos              | Premio James Tiptree Jr.                                   | Nominada  |
| 2010 | Los cien mil reinos              | Premio David Gemmell Morningstar (Mejor debut en fantasía) | Nominada  |
| 2010 | Los cien mil reinos              | Premio Goodreads Readers’ Choice                           | Nominada  |
| 2010 | Los cien mil reinos              | Premio Nébula a la mejor novela                            | Finalista |
| 2011 | Los cien mil reinos              | Premio Crawford                                            | Nominada  |
| 2011 | Los cien mil reinos              | Premio Romantic Times Book Reviews (fantasía)              | Ganadora  |
| 2011 | Los cien mil reinos              | Premio Locus a la mejor primera novela                     | Ganadora  |
| 2011 | Los cien mil reinos              | Premio Hugo a la mejor novela                              | Finalista |
| 2011 | Los cien mil reinos              | Premio Mundial de Fantasía a la mejor novela               | Finalista |
| 2011 | Los cien mil reinos              | Prix Imaginales (mejor novela extranjera)                  | Nominada  |
| 2011 | The Kingdom of Gods              | Premio Nébula a la mejor novela                            | Finalista |
| 2012 | The Killing Moon                 | Premio Nébula a la mejor novela                            | Finalista |
| 2013 | The Killing Moon                 | Premio Locus a la mejor novela de fantasía                 | Finalista |
| 2013 | The Killing Moon                 | Premio Mundial de Fantasía a la mejor novela               | Finalista |
| 2015 | La quinta estación               | Premio Nébula a la mejor novela                            | Finalista |
| 2016 | La quinta estación               | Premio Locus a la mejor novela de fantasía                 | Finalista |
| 2016 | La quinta estación               | Premio Hugo a la mejor novela                              | Ganadora  |
| 2016 | La quinta estación               | Premio Mundial de Fantasía a la mejor novela               | Finalista |
| 2016 | El portal de los obeliscos       | Premio Nébula a la mejor novela                            | Finalista |
| 2017 | El portal de los obeliscos       | Premio Locus a la mejor novela de fantasía                 | Finalista |
| 2017 | El portal de los obeliscos       | Premio Hugo a la mejor novela                              | Ganadora  |
| 2017 | El portal de los obeliscos       | Premio Mundial de Fantasía a la mejor novela               | Finalista |
| 2017 | The City Born Great              | Premio Locus al mejor relato corto                         | Finalista |
| 2017 | The City Born Great              | Premio Hugo al mejor relato corto                          | Finalista |
| 2017 | El cielo de piedra               | Premio Nébula a la mejor novela                            | Ganadora  |
| 2018 | El cielo de piedra               | Premio Locus a la mejor novela de fantasía                 | Ganadora  |
| 2018 | El cielo de piedra               | Premio Hugo a la mejor novela                              | Ganadora  |
| 2019 | How Long ’Til Black Future Month | Premio Locus a la mejor colección                          | Ganadora  |
| 2020 | Emergency Skin                   | Premio Hugo al mejor relato                                | Ganadora  |